# 魔界召喚
原名：The Summoning，1993年由SSI的遊戲製作小組Event Horizon Software製作，台灣則是由智冠所代理，在DOS平台下的即時角色扮演遊戲。
　　玩家扮演的是反抗邪惡組織—織影魔((Shadow Weaver))的救世主，遊戲中龐大的迷宮和解迷是這款遊戲讓人津津樂道的地方，其遊戲系統有升級系統、負重系統，還有特別的魔法系統，使用魔法必須記得該魔法的手勢順序，以便記憶其魔法。
(補充)遊戲內系統元素包括：
1.創角(可骰點分配屬性)
2.升級(角色等級&各類型武器魔法熟練度)
3.負重(過載懲罰)
4.裝備耐久度
5.紙娃娃(可全裸)
6.NPC互動(交易、需自行輸入關鍵字啟動隱藏對話...等)
7.特殊魔法系統(巫術、幻術、奇術、醫術，以魔法手勢順序施展)
8.擬真(貼著牆壁施法會因爆炸導致自己損傷、死亡的單位會留下屍體且無法復活、中毒不解會致死...等)
9.全即時運作（僅呼叫遊戲選單時能達到遊戲暫停的效果）

## 故事劇情
正義組織的領導者羅瓦娜挑選你為救世主，並把你訓練成能夠獨當一面的勇士。但是好景不常，邪惡的組織—織影魔發現了正義組織的存在，並一一消滅。最後，只剩下你和羅瓦娜，在最危急的時候，羅瓦納交給你一把武器、一份魔法地圖、一顆蘋果並把你傳送出去，要你找出織影魔並消滅他們……然而卻沒想到，背後卻隱藏著極大的陰謀……

## 中文版嚴重Bug
1. 在永生世界裡有一道門放入鑰匙後還是無法打開，這個問題必須要在放入鑰匙前，換英文版下去玩，需要將中文版的SAVES資料夾複製進入英文版，英文版開始玩後放入鑰匙就可以打開了，此時一樣的動作，將英文版內的SAVES資料夾複製回去，那時再以中文版繼續遊戲。
2. 在雕堡內有幾個需要珍珠的開關會因為雕堡內的珍珠不足而無法打開，解決方法只有記得在雕堡前預留幾顆珍珠即可。

## 相關連結
- 青杉之友的攻略 （页面存档备份，存于）
- 遊戲基地的資料[]
- 遊戲基地的該遊戲討論區 （页面存档备份，存于）
- 國外網站 （页面存档备份，存于）